# Alexander Markowitsch Melnikow
Alexander Markowitsch Melnikow, auch Melnikov (russisch Александр Маркович Мельников; * 1. Februar 1973 in Moskau, Sowjetunion), ist ein russischer Pianist.

## Leben und Werk
Alexander Melnikow ist der Enkel der russisch-sowjetischen Komponistin und Pianistin Sara Lewina.
Zunächst interessierte sich Melnikow für das Blechblasinstrument Horn, bis ihn seine ältere Schwester für das Klavier begeisterte. Melnikow ging im Alter von sechs Jahren auf die Moskauer Zentrale Musikschule. Er studierte anschließend am Moskauer P.-I.-Tschaikowski-Konservatorium unter Lew  Naumow, das er 1997 abschloss, und dann in München bei Elisso Wirsaladse und bei Andreas Staier und Karl Ulrich Schnabel an der Fondazione per il Pianoforte in Lago di Como. Schon als Schüler erhielt er Preise bei internationalen Wettbewerben (siehe Auszeichnungen).
Bereits im Alter von 15 Jahren begann er eine internationale Karriere. Er trat u. a. beim Schleswig-Holstein Musikfestival, im Concertgebouw in Amsterdam, in der Suntory Hall in Tokio, in der Alten Oper in Frankfurt und im Théâtre du Châtelet in Paris auf. Er musizierte mit beinahe allen namhaften Sinfonieorchestern der Welt, zum Beispiel zusammen mit dem Russischen Nationalorchester, der Tokioter Philharmonie, dem Leipziger Gewandhausorchester und vielen anderen.
Neben Solo- und Orchesterauftritten nimmt auch die Kammermusik einen bedeutenden Anteil seiner künstlerischen Tätigkeit ein. Er spielte zusammen mit dem Mahler Chamber Orchestra unter Teodor Currentzis, den Violinisten Vadim Repin und Isabelle Faust, mit der ihm eine fruchtbare Zusammenarbeit bescheinigt wird, sowie dem Cellisten Jean-Guihen Queyras. Häufig spielt er vierhändig mit Andreas Staier, Boris Wadimowitsch Beresowski und Alexei Ljubimow.
Als Künstler bei Harmonia Mundi nahm er viele CDs als Solist und Kammermusiker auf. Melnikow spielt regelmäßig auf BBC 3 in Soloprogrammen, Kammerorchestern und mit den BBC Orchestras, mit denen er auch bereits wiederholt Aufnahmen eingespielt hat.
Seit 2002 unterrichtet Alexander Melnikow am Royal Northern College of Music in Manchester, England.
Eine zweite große Leidenschaft gilt dem Fliegen: Melnikow ist Hobby-Pilot.

## Rezeption
Melnikow wird als nachdenklicher Künstler und als „einer der spannendsten Pianisten seiner Generation“ beschrieben. Er gilt als virtuoser Schostakowitsch-Interpret. „Subtilste   Anschlagskunst, absolute technische Beherrschung, vor allem aber … eine   vollkommene intellektuelle Durchdringung“ wird Melnikow vom Kritiker bescheinigt. Informative Texte für seine CDs schreibt er selbst.

„Muss es sein? Sind Dmitri Schostakowitschs zwei Klavierkonzerte, das virtuos-funkensprühende, unbekümmert freche von 1933 mit der duettierenden Trompete und das getragen ernste von 1955, nicht oft genug eingespielt worden? Vielleicht. Doch wenn Alexander Melnikov die ersten Noten spielt, horcht man doch wieder auf. Wie viel Lust, Trefferfreude, rhythmischer Spaß teilt sich da mit!“

## Auszeichnungen
- Robert-Schumann-Preis in Zwickau (1989)
- Concours Musical Reine Elisabeth in Brüssel (1991)
- Named Honoured Artist of Russian Federation (1999)
- BBC Radio 3 New Generation Artist (2000–2002)
- Triumph (Russia) (2002, 2008)
- Classics today (2005, 2006, 2008, 2009)
- Editor’s Choice Gramophone (2006)
- Diapason d’or (2007)
- Gramophone Critic’s Choice (2009)
- BBC Music Choice award (2010)
- Choix France Musique (2010)
- Preis der deutschen Schallplattenkritik (2010)
- ECHO Klassik (2010)
- Choc de Classica (2010)
- Gramophone awards winner (2010)
- Grammy-Nominierung (2010)
- BBC Music Magazine Awards (2011)